# Lizabeth Scott

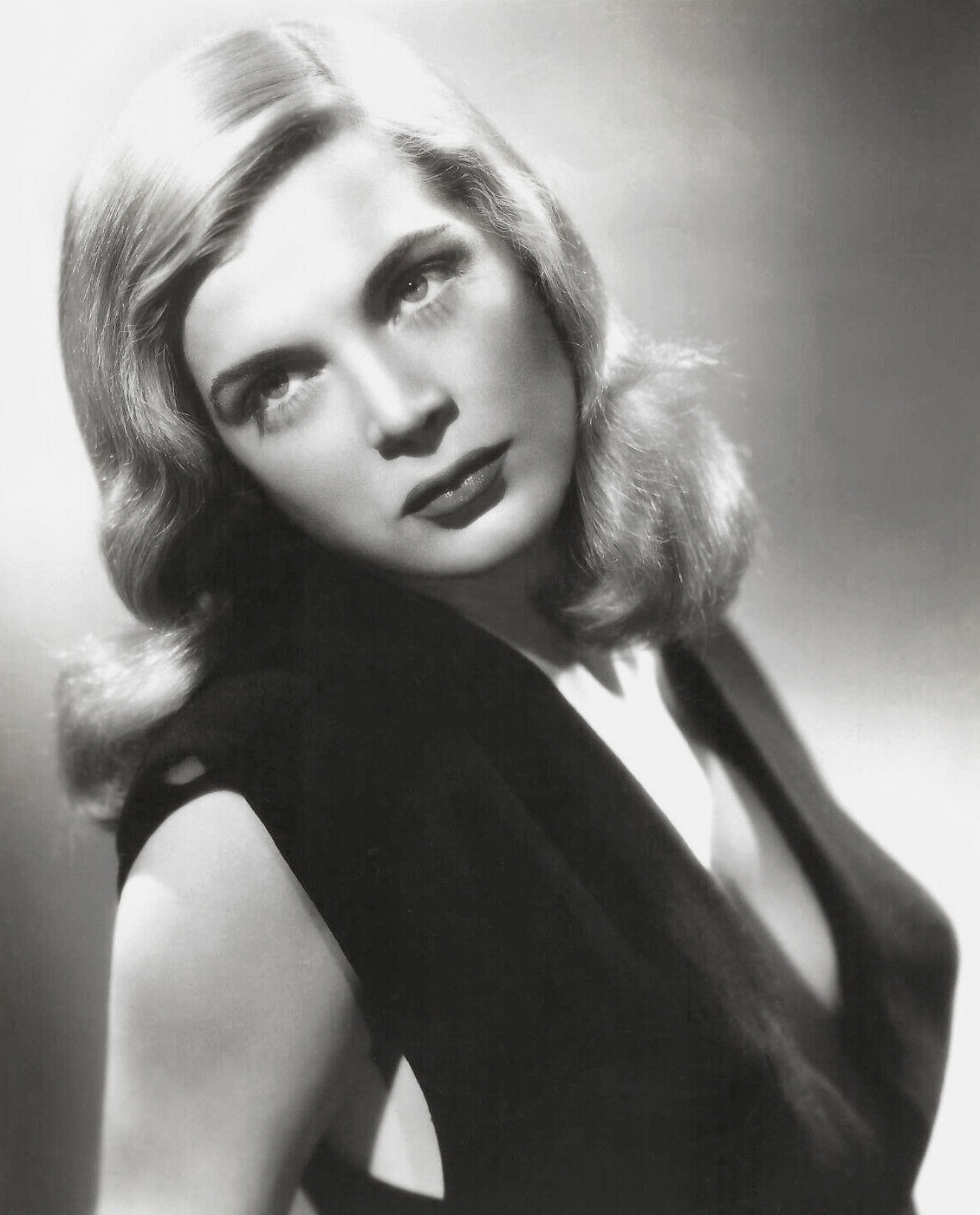
Lizabeth Scott (1945)

Lizabeth Scott (* 29. September 1922 in Scranton, Pennsylvania; † 31. Januar 2015 in Los Angeles, Kalifornien; eigentlich Emma Matzo) war eine US-amerikanische Schauspielerin, die vor allem für ihre Hauptrollen in Film noirs der 1940er- und 1950er-Jahre bekannt ist.

## Leben
Lizabeth Scott war die Tochter slowakischer Einwanderer. Anfang der 1940er-Jahre kam sie nach New York City und erhielt Schauspielunterricht. Im Jahr 1942 erhielt sie für die ursprüngliche Inszenierung von Thornton Wilders Bühnenstück The Skin of Our Teeth unter der Regie von Elia Kazan die Möglichkeit, als Ersatz der Hauptdarstellerin Tallulah Bankhead im Falle ihres Ausfalls zu spielen. Dies trat jedoch nicht ein. Als schließlich Miriam Hopkins als Star Tallulah Bankhead für diese Produktion ersetzte, verließ sie das Theater und nahm wieder Schauspielunterricht. Nebenbei arbeitete sie als Model.
Als der neue Ersatz für Hopkins wegen Krankheit ausfiel, erhielt Lizabeth Scott ihre Chance und sie wurde in die Produktion zurückgerufen. So konnte sie sich erstmals auf einer Bühne in einer Hauptrolle zeigen, wofür die 20-Jährige sogleich hervorragende Kritiken erhielt und in der Folge von Hollywoodproduzent Hal B. Wallis entdeckt wurde. Sie spielte anschließend dasselbe Stück in Boston und kam 1945 nach Hollywood. Ihr Filmdebüt gab sie in You Came Along unter der Regie von John Farrow und an der Seite von Robert Cummings. Ihr Studio Paramount Pictures wollte sie als Konkurrenz zu Lauren Bacall aufbauen, worauf sie einige Rollen in Filmen der „Schwarzen Serie“ erhielt, etwa als Loan-Out in Columbias Späte Sühne (1947) neben Humphrey Bogart oder in Desert Fury – Liebe gewinnt (1947) an der Seite von John Hodiak und Burt Lancaster.
Da Lizabeth Scott unverheiratet blieb und keine Kinder hatte, kamen in den 1950er-Jahren Behauptungen über eine Homosexualität Scotts in Umlauf. Sie ging 1955 gerichtlich gegen die Verbreitung dieser Gerüchte durch das Skandalblatt Confidential vor. Es kam in der Folge zu einer außergerichtlichen Einigung. Scott zog sich 1957 aus dem Filmgeschäft in ihr Privatleben zurück. Sie hatte zwar noch hin und wieder Gastauftritte in Fernsehserien, kehrte jedoch nur noch einmal im Jahr 1972 für den Film Malta sehen und sterben mit Michael Caine und Mickey Rooney auf die Leinwand zurück. Abseits der Kamera half sie dabei, Gelder für Museen, Kunstgalerien und wohltätige Zwecke zu sammeln. Interviews lehnte sie weitestgehend ab.

## Filmografie

### Kino
- 1945: You Came Along – Regie: John Farrow
- 1946: Die seltsame Liebe der Martha Ivers (The Strange Love of Martha Ivers) – Regie: Lewis Milestone
- 1947: Späte Sühne (Dead Reckoning) – Regie: John Cromwell
- 1947: Desert Fury – Liebe gewinnt (Desert Fury) – Regie: Lewis Allen
- 1947: Mädchen für Hollywood (Variety Girl) (Cameo) – Regie: George Marshall
- 1948: Vierzehn Jahre Sing-Sing (I Walk Alone) – Regie: Byron Haskin
- 1948: Pitfall – Regie: André De Toth
- 1949: Der blonde Tiger (Too Late for Tears) – Regie: Byron Haskin
- 1949: Easy Living – Regie: Jacques Tourneur
- 1950: Paid in Full – Regie: William Dieterle
- 1950: Stadt im Dunkel (Dark City) – Regie: William Dieterle
- 1951: Auf Bewährung freigelassen (The Company She Keeps) – Regie: John Cromwell
- 1951: Zwei von einer Sorte (Two of a Kind) – Regie: Henry Levin
- 1951: Gangster (The Racket) – Regie: John Cromwell
- 1952: Die Hölle der roten Berge (Red Mountain) – Regie: William Dieterle
- 1952: Stolen Face – Regie: Terence Fisher
- 1953: Starr vor Angst (Scared Stiff) – Regie: George Marshall
- 1953: Bad for Each Other – Regie: Irving Rapper
- 1954: Stadt der Verdammten (Silver Lode) – Regie: Allan Dwan
- 1956: Im Schatten der Angst (The Weapon) – Regie: Val Guest
- 1957: Gold aus heißer Kehle (Loving You) – Regie: Hal Kanter
- 1972: Malta sehen und sterben (Pulp) – Regie: Mike Hodges

### Fernsehen
- 1949: Family Theatre (Fernsehserie, eine Folge)
- 1952–1953: Lux Video Theatre (Fernsehserie, zwei Folgen)
- 1955: The Eddie Cantor Comedy Theater (Fernsehserie, Folge 1x05)
- 1955: Studio 57 (Fernsehserie, Folge 2x15)
- 1956: The 20th Century-Fox Hour (Fernsehserie, Folge 1x16)
- 1956: ITV Television Playhouse (Fernsehserie, Folge 2x10)
- 1960: Adventures in Paradise (Fernsehserie, Folge 1x23)
- 1963: Amos Burke (Burke’s Law, Fernsehserie, Folge 1x03)
- 1965: Gefährliche Geschäfte (The Third Man, Fernsehserie, Folge 5x13)

## Diskografie
- 1958 Lizabeth, Album mit Henri René und seinem Orchester, Vik-Records (Tochtergesellschaft von RCA Victor)